# Laurenţiu Dumănoiu
Laurenţiu Dumănoiu   (Râmnicu Vâlcea, 23 de juliol de 1951 - Sibiu, 21 d'octubre de 2014) fou un jugador de voleibol romanès que va competir durant la dècada de 1970.
El 1972 va prendre part en els Jocs Olímpics d'Estiu de Munic, on fou cinquè en la competició de voleibol. El 1980, als Jocs de Moscou, guanyà la medalla de bronze en la competició de voleibol. En el seu palmarès també destaquen dues medalles de bronze al Campionat d'Europa de voleibol, el 1971 i 1977.
A nivell de clubs va jugar al Dinamo București, amb el qual va guanyar la Recopa d'Europa de 1979 i set títols nacionals.